# وجهات النظر الإسلامية حول التدخين
تختلف وجهات النظر الإسلامية حول التدخين تبعًا للمنطقة؛ إذ إن التدخين أو التبغ لم يذكر صراحةً في القران الكريم أو في الحديث النبوي الشريف، فقد اعتبره العلماء المعاصرون حرامًا؛ نتيجةً للأضرار الصحية الجسيمة التي يسببها. وبيّنت الفتاوى الإسلامية أنّه يحرّم على المسلم استخدام التبغ. فلذلك يتجه المسلمون العرب إلى حظر التدخين. ولكنه على النقيض أظهرت التصنيفات أن المملكة العربية السعودية تحتل المرتبة 23 في العالم نسبةً لنسبة المدخنين من سكانها. وكذلك بالنسبة لجنوب آسيا إذ يعدّ التدخين قانونيًا فيها ولكنه غير محبذ.
كما تغيرت المسائل القانونية المتعلقة بالتدخين في السنوات الماضية بالنسبة لعدد من المسلمين، إلا أن العديد من الفتاوى الإسلامية وبما فيها جامعة الأزهر في القاهرة، تعتبر التدخين حرامًا. ومن الأسباب التي دفعت العلماء لاعتبار التدخين محرمًا هو أن الشريعة الإسلامية حرّمت كلّ ما يضر بصحة الإنسان، فعلاوة على ذلك يعتمد الفقهاء في تحريم التدخين على حث القرآن الكريم بعدم إضاعة الأموال. قال تعالى في سورة البقرة آية 195: "وَأَنفِقُوا فِي سَبِيلِ اللَّهِ وَلَا تُلْقُوا بِأَيْدِيكُمْ إِلَى التَّهْلُكَةِ"
كما دفعت المخاطر المتعلقة بالتدخين السلبي الفقهاء المعاصرين أن تستشهد بوجوب الابتعاد عن التسبب بالضيق والإزعاج والأذى المتعمد للآخرين. وقد صدرت فتاوى تحرّم التدخين في كلّ من مصر، وإندونيسيا، والكويت، وماليزيا، والمغرب (قبل الاستعمار)، وعُمان، وقطر، والباكستان، والفلبين، والمملكة العربية السعودية، والإمارات العربية المتحدة، وغيرها.

## التاريخ
صدرت أول فتوى تخص التدخين في المغرب عام 1602 بعدما طلب الملك أحمد المنصور من علماء الدين في فاس الحكم في المسألة نتيجة لدخول التبغ إلى المملكة عام 1598 فأصدر مفتي المملكة ووالي سلا حكمًا بتحريم التدخين في الإسلام، لكن ذلك الحكم الشرعي لم يؤثر على استخدام التبغ في المملكة مما دفع المفتي إلى اصدار حكم ثانٍ يحرّم استخدام التبغ  مشيرًا إلى أن المسكرات والمواد الضارة محرّمة في الإسلام. إلا أن هذا التحريم القطعي لم ينجح في المملكة فقد قُتل المفتي والعلماء الذين اتبعوه في الحكم على يد الغوغاء الغاضبين والبعض الآخر فرّوا من البلاد.
أما في السنوات الراهنة، صدرت الفتاوى المتعلقة بالتبغ بسبب المخاوف الصحية الناتجة عنها. فلم يذكر تحريم صريح عن التدخين ولكن بيّن القرآن توجيهات سلوكية:
سورة البقرة 195: "وَأَنفِقُوا فِي سَبِيلِ اللَّهِ وَلَا تُلْقُوا بِأَيْدِيكُمْ إِلَى التَّهْلُكَةِ"
سورة الأعراف 31: " وَكُلُوا وَاشْرَبُوا وَلَا تُسْرِفُوا ۚ "
سورة النساء 29: "وَلَا تَقۡتُلُوٓاْ أَنفُسَكُمۡۚ إِنَّ ٱللَّهَ كَانَ بِكُمۡ رَحِيمٗا"
أما على الصعيد العملي فقد وجدت دراسة حديثة واحدة على الأقل أن المسلمين المتدينين يميلون إلى تجنب التدخين ومنها دراسة أجريت على الشباب الأمريكيين العرب المسلمين التي بيّنت أن التعاليم الإسلامية كانت سببًا للتقليل من التدخين. وعلى العكس من ذلك، وجدت دراسة مصرية أن المعرفة بفتوى تحريم التدخين لم تقلل من الإقبال عليه. فبشكل عام، يتزايد انتشار التدخين في الدول الإسلامية. ووضّح العّلامة البارز يوسف القرضاوي أن التدخين لم يعدّ موضع خلاف بين علماء المسلمين بسبب معرفة مخاطره الصحية.
إن الخلاف الفقهي بين علماء المسلمين في حكم التدخين، منذ ظهوره وانتشاره، لا يرجع إلى اختلاف الأدلة الشرعية، بل إلى اختلاف السبب الذي بني عليه الحكم. وقد اتفقوا جميعًا على تحريم ما ثبت مضرته للبدن والعقل، ولكنهم اختلفوا في حكم التدخين. فمنهم من زعم أن للتدخين بعض الفوائد، فيما أكد آخرون أن مساوئه قليلة مقارنة بفوائده، في حين أكد فريق ثالث أنه ليس له فوائد ولا آثار سيئة. وهذا يعني أنه لو كان العلماء متأكدين من ضرر التدخين لحرموه بلا شك.
ثانياً: ميلنا إلى تحريم التدخين لا يعني أنه بحجم كبائر الذنوب كالزنا وشرب الخمر والسرقة. بل إن المحرمات في الإسلام نسبية؛ بعضها محرمات أصغر، وبعضها أكبر، ولكل منها حكمه. فالكبائر مثلاً ليس لها كفارة إلا التوبة النصوح. أما الصغائر فيمكن تكفيرها الصلوات الخمس، وصلاة الجمعة، وصيام رمضان، وقيام ليل رمضان، وغيرها من العبادات. ويمكن تكفيرها أيضًا باجتناب كبائر الذنوب.
صدرت الفتاوى التي تحرم التدخين من قبل مشايخ المذاهب الفقهية السنية الأربعة الحنفي والمالكي والشافعي والحنبلي وكذلك من المذهب الإباضي.